# Белик, Вера Лукьяновна
Ве́ра Лукья́новна Бе́лик (12 июня 1921 — 25 августа 1944) — штурман звена 46-го гвардейского ночного бомбардировочного авиационного полка, гвардии лейтенант. Герой Советского Союза.

## Биография
Родилась 12 июня 1921 года в селе Охримовка ныне Акимовского района Запорожской области Украины в семье рабочего. Украинка.
Детство Веры прошло близ Керчи, в рабочем посёлке завода имени Войкова, где работал её отец. Мать была домохозяйкой, воспитывала шестерых детей.
Окончила 9 классов школы № 17 города Керчи. Закончила 2 курса Московского государственного педагогического института.
В Красной армии с 1941 года. Освоила специальность штурмана. В действующей армии с мая 1942 года. Член ВКП(б) с 1942 года.
Штурман звена 46-го гвардейского ночного бомбардировочного авиационного полка (325-я ночная бомбардировочная авиационная дивизия,  4-я воздушная армия, 2-й Белорусский фронт).
Участвовала в битве за Кавказ, освобождении Кубани, Крыма и Белоруссии, наносила бомбовые удары по военным объектам врага в Восточной Пруссии. К августу 1944 года она совершила 813 ночных вылета.
В ночь на 25 августа 1944 года самолёт, в котором В. Белик вместе с командиром экипажа гвардии лейтенантом Макаровой Т. П. возвращалась с боевого задания, северо-западнее города Замбрув (Польша) был атакован и сбит истребителем противника. Самолёт загорелся и горящим упал на землю, экипаж погиб.
Указом Президиума Верховного Совета СССР от 23 февраля 1945 года гвардии лейтенанту Белик Вере Лукьяновне «за образцовое выполнение боевых заданий командования на фронте борьбы с немецкими захватчиками и проявленные при этом отвагу и геройство» было посмертно присвоено звание Героя Советского Союза с вручением ордена Ленина и медали «Золотая Звезда»
.
Похоронена в польском городе Остроленка.

## Награды
- Звание Героя Советского Союза.
- Орден Ленина.
- Орден Красного Знамени.
- Орден Отечественной войны 1-й степени.
- Орден Красной Звезды.

## Память
- Памятник Белик В. Л. установлен в городе-герое Керчь.
- Памятник в вестибюле Московского государственного педагогического института (МГПИ).
- Бюст в Охримовке.
- Именем героини названы улица в Охримовке, улица и школа № 17 в городе-герое Керчи, а также сейнер.
- В честь Веры Белик был выпущен почтовый конверт СССР.